# Inga ingoides
Inga ingoides är en ärtväxtart som först beskrevs av Louis Claude Marie Richard, och fick sitt nu gällande namn av Carl Ludwig von Willdenow. Inga ingoides ingår i släktet Inga och familjen ärtväxter. Inga underarter finns listade i Catalogue of Life.